# Stephen Hughes (calciatore 1976)
Stephen Hughes (Wokingham, 18 settembre 1976) è un ex calciatore inglese, di ruolo centrocampista.

## Palmarès

### Club

#### Competizioni nazionali
- Campionato inglese: 1

Arsenal: 1997-1998
- Coppa d'Inghilterra: 1

Arsenal: 1997-1998
- Community Shield: 1

Arsenal: 1998

#### Competizioni giovanili
- FA Youth Cup: 1

Arsenal: 1993-1994